# Nastassia Maslava
Nastassia Maslava (16 de octubre de 1997) es una deportista de Bielorrusia que compite en atletismo. Ganó una medalla de plata en el Campeonato Europeo de Atletismo Sub-23 de 2019, en la prueba de lanzamiento de martillo.